# Protodriloides chaetifer
Protodriloides chaetifer är en ringmaskart som först beskrevs av Adolf Remane 1926. Enligt Catalogue of Life ingår Protodriloides chaetifer i släktet Protodriloides och familjen Protodriloididae, men enligt Dyntaxa är tillhörigheten istället släktet Protodriloides och familjen Protodriloidae. Arten är reproducerande i Sverige. Inga underarter finns listade i Catalogue of Life.